# Dălgopol
Dălgopol (búlgaro:Дългопол) é uma cidade da Bulgária, localizada no distrito de Varna. A sua população era de 4,829 habitantes segundo o censo de 2010.

## População da Cidade
| Dălgopol | Dălgopol | Dălgopol | Dălgopol | Dălgopol | Dălgopol | Dălgopol | Dălgopol | Dălgopol | Dălgopol | Dălgopol | Dălgopol | Dălgopol | Dălgopol | Dălgopol | Dălgopol | Dălgopol | Dălgopol | Dălgopol | Dălgopol |
| --- | -------- | -------- | -------- | -------- | -------- | -------- | -------- | -------- | -------- | -------- | -------- | -------- | -------- | -------- | -------- | -------- | -------- | -------- | -------- |
| Ano | 1887     | 1910     | 1934     | 1946     | 1956     | 1965     | 1975     | 1985     | 1992     | 2001     | 2002     | 2003     | 2004     | 2005     | 2006     | 2007     | 2008     | 2009     | 2010     |
| População |          |          |          | …        | …        | 5,013    | 5,390    | 5,344    | 5,304    | 5,394    | 5,319    | 5,195    | 5,147    | 5,114    | 5,084    | 5,030    | 4,955    | 4,903    | 4,829    |
| Fontes: Instituto Nacional de Estatísticas, „citypopulation.de“, „pop-stat.mashke.org“, Bulgarian Academy of Sciences |          |          |          |          |          |          |          |          |          |          |          |          |          |          |          |          |          |          |          |